# Heartsdales
Heartsdales（ハーツデイルズ、2001年 - 2006年）は、RumとJewelsの姉妹から成る日本の女性ヒップホップユニット。2006年に活動終了。

## 来歴
2001年、m-floのVERBALがコーディネイト（プロデュース）する、テレビ東京の番組ASAYANの「ラッパーオーディション」に応募。1,300通を超える応募の中からデビューが決定した。
ユニット名はニューヨーク州のハーツデイルという町の名に因む。ちなみに彼女達の出身地はハーツデイルではなく、その近隣のヨンカーズである。
2006年9月2日、Shibuya O-EASTで行われたFinal Live "THE LEGEND"をもって活動を終了した。
2006年、Rumはニューヨークへ渡り「STUDIO YUMI」 を立ち上げ、ニューヨークを拠点に活動の場を広めている。

## メンバー
- Rum（ラム、本名：杉山ユミ、1981年12月17日 - ）
  - Heartsdales姉妹の妹。ボーカルとラップを担当。血液型はO型のちAB型だと知る、星座は射手座。東京生まれ、0歳から14年間ニューヨーク在住。
  - 多摩美術大学美術学部情報デザイン学科卒業。2008年現在ニューヨークのマンハッタン在住。デザイン事務所のSTUDIO YUMIを立ち上げ、パーソンズ美術大学（Parsons The New School For Design）に入学。
  - 趣味は、絵本作り、洋服・アクセサリーデザイン、バスケットボール、剣道、タロット占い。好きな物はキラキラしている物とHello Kitty。好きな香水は、YVES SAINT LAURENTの「BABY DOLL」。好きな食べ物は、えんがわとソフトクリーム。好きな言葉は、「成せば成る」と「ありがとう」。
- Jewels（ジュエルズ、本名：杉山エミ、1976年12月4日 - ）
  - Heartsdales姉妹の姉。ラップを担当。血液型はAB型、星座は射手座。東京生まれ、5歳から18歳までをニューヨークで過ごす。
  - 慶應義塾ニューヨーク学院、慶應義塾大学法学部政治学科卒業[1]。趣味は、映画・ライブ・ミュージカル・舞台鑑賞、バー・レストラン探索、格闘技観戦。
  - 好きな物は、車（特にSuper Cars)、ワイン、お花、宝石。スポーツは剣道二段とストリートファイトをする。好きなアーティストは、Snoop Dogg、Mary J. Blige、氷室京介。また、野菜ソムリエの資格を持っている。
  - 近年はHappinessなど他アーティストへの作詞提供に加え、大好物だったナッツの本を出しテレビ出演するなど活動は多岐にわたる。

姉妹の間には、実業家で、株式会社ILIの代表取締役を務めるほか著書も多数執筆している兄の杉山大輔（1979年 - ）がいる。

## ディスコグラフィ

### シングル
- So Tell Me（2001年12月19日）
- That's Why（2002年3月6日）
- BODY ROCK（2002年8月28日）
- Should Have What!? feat. DOUBLE（2002年12月26日）
- Thru With You（2003年4月16日）
- CANDY POP feat. SOUL'd OUT（2003年9月3日）
- I See You（2004年7月28日）
- LOVE & JOY（2004年10月14日）
- fantasy（2004年12月15日）
- Shining（2005年2月2日）
- Hey DJ!（2005年7月27日）- CD+DVD盤とCD盤がある。
- Angel Eyes（2005年10月12日）- CD+DVD盤とCD盤がある。
- 冬 gonna love ♥（2006年1月25日）- CD+DVD盤とCD盤がある。
- STAY/Foxy Lady（2006年5月24日）- CD+DVD盤とCD盤がある。

### アルバム

#### オリジナルアルバム
- Radioactive（2002年3月20日）
- Sugar Shine（2003年9月25日）
- Super Star（2005年3月2日）
- Ultra Foxy（2006年2月22日）

#### リミックスアルバム
- Heart Attack! 〜The Remixes & Video Clips〜（2004年2月25日）- DVD付き。
- Heart Attack 2 〜The Remixes & Video Clips〜（2005年6月29日）- DVD付き。
- Heart Attack 3 〜The Remixes & Video Clips〜（2006年5月24日）- DVD付き。

#### ベストアルバム
- THE LEGEND（2006年7月12日）- CD+DVD初回限定盤、CD+DVD通常盤、CD盤がある。
- THE LEGEND -backstage-（2006年7月12日） - 配信限定の裏ベストアルバム。

### DVD
- THE LEGEND 〜Final Live〜（2006年12月20日） - ライブDVDとMIX CDのセット。

### 参加作品
- 中島美嘉 / Helpless Rain (But I'm fallin' too deep)
  - （2002年5月15日）『Helpless Rain』2曲目
- DOUBLE / Should Have Tried feat. Heartsdales
  - （2002年10月9日）『VISION』3曲目
- 中西圭三 / Woman feat. Heartsdales
  - （2003年7月30日）『遺伝子』2曲目
- LISA / SWITCH feat. 倖田來未 & Heartsdales
  - （2004年4月21日）『SWITCH feat. 倖田來未 & Heartsdales / I ONLY WANT TO BE WITH YOU』1曲目
- m-flo loves AI & 日之内絵美 & Rum (Heartsdales) / STARSTRUCK〜"The Return of the LuvBytes"
  - （2004年5月26日）『ASTROMANTIC』3曲目
- m-flo loves AI & 日之内絵美 & Rum (Heartsdales) / Starstruck -Sakai, Asuka Savannh Remix-
  - （2004年9月15日）『ASTROMANTIC CHARM SCHOOL』6曲目
- JHETT a.k.a. YAKKO for AQUARIUS / Oh Boy feat. Heartsdales
  - （2005年3月24日）『JHETT』4曲目
- Heartsdales / Push It
  - （2005年3月24日）『We Love Dance Classics Vol.1』6曲目
- Satomi / Toxic Love Remix feat. Heartsdales (Japanese Rap Version)
  - （2005年8月8日） 12inch アナログ盤『Toxic Love』3曲目
- T.M.Revolution / HOT LIMIT
  - （2006年1月1日）『UNDER:COVER』8曲目
- three NATION / speedster feat. Heartsdales
  - （2006年3月15日）『Dance Floor Lovers』10曲目
- LISA / SWITCH feat. 倖田來未 & Heartsdales -DJ WATARAI REMIX-
  - （2006年3月23日）『GOD SISTA』13曲目
- Origa with Heartsdales / player
  - （2006年11月22日）『攻殻機動隊 S.A.C. Solid State Society O.S.T.』1曲目
- 倖田來未 & Heartsdales / It's a Small World
  - （2007年3月7日）『Disneymania presents POP PARADE JAPAN』1曲目
- SMAP / 弾丸ファイター
  - （2007年12月19日）『弾丸ファイター』1曲目（Jewels）
- 倖田來未 & Heartsdales / It's a Small World (House Remix)
  - （2009年1月28日）『Disney Dream POP 〜Tribute to Tokyo Disney Resort 25th Anniversary〜』11曲目

### 作詞提供
（全てJewels）
- May J. / 『DO tha' DO tha'』
  - （2007年11月21日）『DO tha' DO tha'』1曲目
- DRM / 『Touchy Touchy』
  - （2008年1月7日）配信限定曲
- DRM / 『Tasty』
  - （2008年3月7日）配信限定曲
- Happiness / 『Holiday』
  - （2015年10月14日）　ラップ歌詞担当

## 本
- 『love nuts ― ラブナッツ』　(幻冬舎ルネッサンス)　（2012年3月15日）　著作・Jewels, 監修・井上浩義

## タイアップ
- 「So Tell Me」 - 「有線ブロードネットワークス」CMソング
- 「I See You」- テレビ東京系「元祖!でぶや」エンディングテーマ
- 「Thru With U」- テレビ東京系「U-15.F スキにさせて!」テーマ
- 「LOVE & JOY」- 集英社「MORE」CMソング
- 「fantasy」- テアトル系映画「ゴーストシャウト」主題歌
- 「Shining」- テレビ東京系「流派-R」エンディングテーマ
- 「Hey DJ!」- TBS系「所萬遊記」エンディングテーマ
- 「Angel Eyes」- 「丸大食品燻製屋熟成ウインナー」CMソング　[au]07夏ver.CMバックミュージック
- 「冬 gonna love」- シャープ携帯電話CMソング、テレビ東京「シンデレラ男（マン）〜僕、死んでもいい〜」エンディングテーマ
- 「STAY」- テレビ東京系「スポパラ」エンディングテーマ

## 出演
- 『マツコの知らない世界』　2015年10月27日放送、「マツコの知らないナッツの世界」解説 (Jewelsのみ)